# Crisálida
Crisálida ist ein Jazzalbum von Danilo Pérez und dessen Formation Global Messengers. Die 2021 am Berklee College of Music, Boston und der Shames Family Scoring Stage entstandenen Aufnahmen erschienen 2022 auf Mack Avenue Music Group.

## Hintergrund
Crisálida wurde zum Teil vom Detroit Jazz Festival in Auftrag gegeben und besteht aus zwei Suiten: „La Muralla“ (Glaswände) und „Fronteras“ (Grenzen). Die Instrumentierung variiert etwas, aber typischerweise umfasst sie – neben dem Piano des Bandleaders und Komponisten – ein griechisches Laouto (Laute), Violine und Cello, gelegentlich Flöte, Sänger, die in verschiedenen Sprachen singen und sprechen, einschließlich Griechisch und Dutzende von Schlaginstrumenten, darunter die Batá. Der Komponist beschreibt „Muropatia“, den Schlusssatz der „Glass Walls“-Suite, als einen Blick auf „den menschlichen Zustand, der durch den Wunsch gekennzeichnet ist, feste, undurchlässige Wände zu errichten“. Das düstere Thema „Fronteras“ mit dem Eröffnungssatz „Adrift“ wird beschrieben als „eine Geschichte einer mexikanischen Mutter, die versucht, ihre Tochter nach 20 Jahren wieder zu vereinen“. „Al-Mustafir Blues“ als Teil der Fronteras-Suite, erzählt von „einem jungen Mann aus Palästina, der versucht, seinen Weg in die USA zu finden, um dort zu studieren und schließlich seine leibliche Mutter zu treffen“. Die Suite konzentriert sich auf einen Zustand der Sehnsucht und ist abwechselnd hoffnungsvoll und melancholisch, notierte Michael Ullman.
Zu Danilo Pérez’ Formation Global Messengers gehören die Sängerin Farayi Malek, der irakisch-jordanische Geiger Layth Sidiq, der palästinensische Cellist Naseem Alatrash, der griechische Lautenist Vasilis Kostas und der in Israel geborene Schlagzeuger/Perkussionist Tareq Rantisi. Ebenfalls zu hören sind Pérez’ Frau, die chilenische Sängerin und Saxophonistin Patricia Zarate, die griechische Sängerin Eirini Tornesaki und der Kalesema Children’s Choir of The Ark of the World.

## Titelliste
- Danilo Pérez featuring the Global Messengers: Crisálida (Mack Avenue Music Group MAC1178)[3]
  - La Muralla (Glass Walls) Suite

1		Rise From Love	5:56

2		Monopatia (Pathways)	7:07

3		Calling For The Dawn	6:58

4		Muropatia	4:35

- - Fronteras (Borders) Suite

5		Adrift	3:53

6		Al-Musafir Blues	11:57

7		Kalesma (True Calling)	5:25

8		Unknown Destination	4:26
Die Kompositionen stammen von Danilo Pérez.

## Rezeption und Auszeichnungen

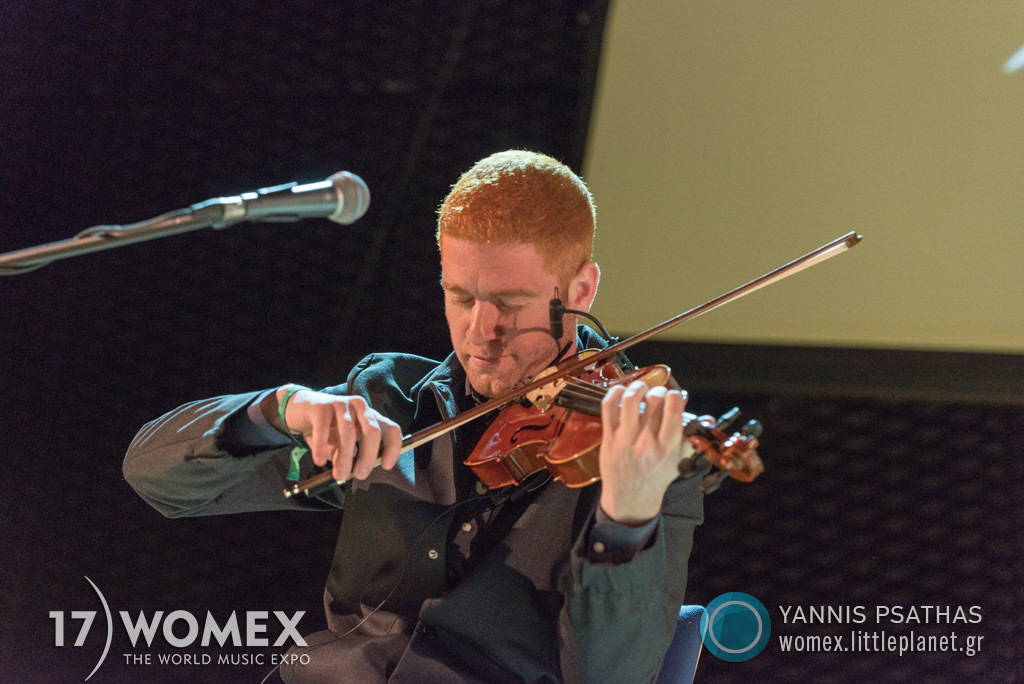
Der Geiger Layth Sidiq und Vasilis Kostas (nicht im Bild) beim WOMEX 17 Daycase Stage 2017

Matt Collar verlieh dem Album in Allmusic vier Sterne und schrieb, das Album greife viele der interkulturellen Fäden auf, die 2010 das Album Providencia und 2014 Panama 500 geprägt hätten. Bestehend aus zwei vierteiligen Suiten, sei Crisálida eine der ehrgeizigsten und philosophischsten Projekte des Pianisten. Es repräsentiere seine langjährige Leidenschaft für Themen wie Einwanderung, Umweltschutz und sozialen Wandel. Ähnlich meinte Hugh Morris in Jazzwise, Pérez stütze sich bei der Schaffung von Crisálida (was „Puppe“ bedeute) auf sein starkes soziales Gewissen. „Aus den sicheren Grenzen eines nährenden Kokons“ würden die neuen Mitarbeiter des panamaischen Pianisten – die Global Messengers – wirklich auf einer Veröffentlichung erblühen, die in mehr als einer Hinsicht Grenzen überschreite.
Nach Ansicht von Michael Ullman (The Arts Fuse) ist Perez’ kooperativ entstandene Musik bewusst international in Instrumentierung, Personal und Thema; sie biete eine eigene charakteristische und oft sehr schöne Klangmischung. Nach Ansicht von Peréz „sind wir es, die unsere Ziele oder das, was wir werden, nicht kennen“. Seine vorläufige Antwort auf dieses Mysterium verkörpere diese kooperative Musik. Albert Ayler habe Musik „die heilende Kraft des Universums“ genannt; für Pérez sei es sogar noch mehr: Es könnte dazu beitragen, „eine einladendere Welt“ zu schaffen.
Michael Toland schrieb in The Big Takeover, bemerkenswert an dem Unternehmen sei, wie Perez‘ Vision zu einer kollektiven Vision werde. Obwohl er ein Team mit Mitgliedern aus der ganzen Welt zusammengestellt hat, vereine der Pianist sie alle mit einer tiefen Liebe zum Jazz und der Überzeugung, dass die Welt ein kompakterer und harmonischerer Ort ist, als manche Menschen es annehmen. Alle Spieler würden sich auf ihre eigenen Traditionen beziehen, hielten sich aber dennoch an den Rahmen des Jazz – Kooperation statt Kompromiss. Das sei natürlich schon immer ein Markenzeichen von Perez‘ Werk gewesen, was das wunderschön realisierte Album wie das künstlerische Ziel klingen lasse, zu dem seine gesamte Karriere geführt hat.
Im November 2022 wurde das Album für die Grammy Awards 2023 in der Kategorie „bestes Latin-Jazzalbum“ nominiert; des Weiteren wurde Perez für „Fronteras (Borders) Suite: Al-Musafir Blues“ in der Kategorie Beste Instrumental-Komposition nominiert.